# Taksony d'Ungheria
Taksony, talvolta indicato come Taxes (931 circa – primi anni 970), è stato gran principe degli ungari dal 955 circa ai primi anni 970.
Raggiunta la massima carica dopo la loro catastrofica sconfitta riportata dai magiari con battaglia di Lechfeld del 955, in gioventù aveva partecipato ai saccheggi avvenuti nei decenni precedenti nell'Europa occidentale.  Durante il suo regno, egli preferì prendere di mira solo l'impero bizantino, situato a sud delle terre sotto la sua amministrazione. Le Gesta Hungarorum raccontano di gruppi abbastanza numerosi di musulmani (in ungherese Böszörmény o Szerecsen) e peceneghi che si stabilirono in Ungheria sotto il dominio di Taksony.

## Biografia

### Primi anni
Taksony era, secondo le Gesta Hungarorum scritta intorno al 1200, figlio di Zoltán. La stessa fonte aggiunge che la madre di Taksony era una figlia senza nome di Menumorut, un sovrano locale sconfitto nel corso della conquista magiara del bacino dei Carpazi poco prima del 907. Il suo ignoto autore riferisce inoltre che Taksony nacque «nell'anno dell'incarnazione di Nostro Signore 931». Zoltán abdicò in favore di Taksony in una data compresa tra il 947 e il 960, tre anni prima della sua morte.
Ad ogni modo, gli storici moderni hanno contestato le informazioni esistenti sui primi anni di vita di Taksony. Una fonte quasi contemporanea, l'Antapodosis di Liutprando di Cremona, narra che Taksony figurava a capo di una serie di incursioni in Italia nel 947, circostanza la quale suggerisce che sia nato molto prima del 931. Il regno di suo padre sopravvive solo nel resoconto delle Gesta Hungarorum e di qualche altra sparuta fonte; il suo anonimo autore, notaio alla corte di re Béla III, annovera Zoltán tra i grandi principi, forse perché tutti i successivi monarchi ungheresi discendevano da lui. L'imperatore bizantino Costantino VII Porfirogenito riferiva intorno al 950 che Fajsz, cugino di Taksony, era a quel tempo gran principe degli ungari.
(Liutprando da Cremona: Antapodosis)

### Regno
Una fonte successiva, Giovanni Aventino, testimonia che Taksony combatté nella battaglia di Lechfeld avvenuta il 10 agosto 955. A vincere lo scontro fu il futuro imperatore del Sacro Romano Impero Ottone I, il quale sbaragliò un esercito ungaro composto da 8.000 uomini. Se questo rapporto fosse affidabile, Taksony risultò uno dei pochi comandanti magiari a sopravvivere sul campo di battaglia. Gli storici moderni, tra cui Zoltán Kordé e Gyula Kristó, suggeriscono che Fajsz abdicò in favore di Taksony proprio in quel periodo storico. La vittoria di Lechfeld assunse un inequivocabile valore storico, in quanto i saccheggi ungari nell'Europa occidentale, da allora in poi, cessarono, e questi dovettero pure ritirarsi nelle terre in cui si erano insediati tra i fiumi Enns e Traisen. Considerata la battuta d'arresto verso Germania, Francia e Italia, i magiari optarono per portare avanti le loro incursioni solo nell'impero bizantino fino agli anni 970.
Secondo le Gesta Hungarorum, «una grande schiera di musulmani» arrivò nell'Ungheria di Taksony «dalla terra di Bular». Anche il contemporaneo Ibrahim ibn Ya'qub segnala la presenza di mercanti musulmani giunti dall'Ungheria a Praga nel 965. L'anonimo riferisce anche dell'arrivo dei peceneghi durante il regno di Taksony, con la concessione di «una terra dove poter vivere nella regione di Kemej fino al Tibisco». L'unica prova di una connessione ungara con l'Europa occidentale sotto Taksony emerge da un resoconto fornito dal chierico Liutprando di Cremona. Questi scrive di un certo Zaccheo, consacrato da papa Giovanni XII vescovo e mandato «dagli ungari per predicare affinché attaccassero« i tedeschi nel 963. Tuttavia, non ci sono prove che quest'ultimo sia mai giunto effettivamente in Ungheria. Taksony supervisionò i preparativi del matrimonio del figlio maggiore Géza con Sarolta, figlia di Gyula di Transilvania, prima della sua morte, avvenuta nei primi anni 970.

## Famiglia
Stando alle Gesta Hungarorum, il matrimonio di Taksony con una donna «della terra dei Cumani» fu organizzato da suo padre. Sebbene questo riferimento alla popolazione nomade dell'Asia appaia anacronistico, gli storici moderni sostengono che le Gesta ricordino in maniera parzialmente esatta l'etnia turca della moglie di Taksony (si trattava infatti di una cazara, di una pecenega o di una bulgara del Volga). Lo storico György Györffy ha ipotizzato che un capo pecenego, tale Tonuzoba, che aveva ricevuto un feudo da Taksony vicino al fiume Tibisco, fosse imparentato con la moglie di Taksony. I nomi di due dei figli del principe magiaro, ovvero Géza e Mihály, sono sopravvissuti fino ad oggi. Il seguente albero genealogico riporta gli antenati di Taksony e la sua progenie.
|  |  |                       |                       |                       |                       |                              |                              |                              |                              |                              |                              |      |      |      |      | Árpád  | Árpád  | Árpád                     | Árpád                     | Árpád                     | Árpád                     |                           |                           |                          |                          | Menumorut*               | Menumorut*               | Menumorut*                | Menumorut*                | Menumorut*                | Menumorut*                |                           |                           |                   |                   |                   |                   |                    |                    |                    |                    |                    |                    |               |               |               |               |
|  |  |                       |                       |                       |                       |                              |                              |                              |                              |                              |                              |      |      |      |      | Árpád  | Árpád  | Árpád                     | Árpád                     | Árpád                     | Árpád                     |                           |                           |                          |                          | Menumorut*               | Menumorut*               | Menumorut*                | Menumorut*                | Menumorut*                | Menumorut*                |                           |                           |                   |                   |                   |                   |                    |                    |                    |                    |                    |                    |               |               |               |               |
|  |  |                       |                       |                       |                       |                              |                              |                              |                              |                              |                              |      |      |      |      | Zoltán | Zoltán | Zoltán                    | Zoltán                    | Zoltán                    | Zoltán                    |                           |                           | figlia                   | figlia                   | figlia                   | figlia                   | figlia                    | figlia                    |                           |                           |                           |                           |                   |                   |                   |                   |                    |                    |                    |                    |                    |                    |               |               |               |               |
|  |  |                       |                       |                       |                       |                              |                              |                              |                              |                              |                              |      |      |      |      | Zoltán | Zoltán | Zoltán                    | Zoltán                    | Zoltán                    | Zoltán                    |                           |                           | figlia                   | figlia                   | figlia                   | figlia                   | figlia                    | figlia                    |                           |                           |                           |                           |                   |                   |                   |                   |                    |                    |                    |                    |                    |                    |               |               |               |               |
|  |  |                       |                       |                       |                       |                              |                              |                              |                              |                              |                              |      |      |      |      |        |        |                           |                           |                           |                           |                           |                           |                          |                          |                          |                          |                           |                           |                           |                           |                           |                           |                   |                   |                   |                   |                    |                    |                    |                    |                    |                    |               |               |               |               |
|  |  | Gyula di Transilvania | Gyula di Transilvania | Gyula di Transilvania | Gyula di Transilvania | Gyula di Transilvania        | Gyula di Transilvania        |                              |                              |                              |                              |      |      |      |      |        |        |                           |                           | Taksony                   | Taksony                   | Taksony                   | Taksony                   | Taksony                  | Taksony                  |                          |                          | una nobildonna «cumana»** | una nobildonna «cumana»** | una nobildonna «cumana»** | una nobildonna «cumana»** | una nobildonna «cumana»** | una nobildonna «cumana»** |                   |                   |                   |                   |                    |                    |                    |                    |                    |                    |               |               |               |               |
|  |  | Gyula di Transilvania | Gyula di Transilvania | Gyula di Transilvania | Gyula di Transilvania | Gyula di Transilvania        | Gyula di Transilvania        |                              |                              |                              |                              |      |      |      |      |        |        |                           |                           | Taksony                   | Taksony                   | Taksony                   | Taksony                   | Taksony                  | Taksony                  |                          |                          | una nobildonna «cumana»** | una nobildonna «cumana»** | una nobildonna «cumana»** | una nobildonna «cumana»** | una nobildonna «cumana»** | una nobildonna «cumana»** |                   |                   |                   |                   |                    |                    |                    |                    |                    |                    |               |               |               |               |
|  |  |                       |                       |                       |                       |                              |                              |                              |                              |                              |                              |      |      |      |      |        |        |                           |                           |                           |                           |                           |                           |                          |                          |                          |                          |                           |                           |                           |                           |                           |                           |                   |                   |                   |                   |                    |                    |                    |                    |                    |                    |               |               |               |               |
|  |  |                       |                       |                       |                       |                              |                              |                              |                              |                              |                              |      |      |      |      |        |        |                           |                           |                           |                           |                           |                           |                          |                          |                          |                          |                           |                           |                           |                           |                           |                           |                   |                   |                   |                   |                    |                    |                    |                    |                    |                    |               |               |               |               |
|  |  | Sarolta               | Sarolta               | Sarolta               | Sarolta               | Sarolta                      | Sarolta                      |                              |                              | Géza                         | Géza                         | Géza | Géza | Géza | Géza |        |        |                           |                           |                           |                           |                           |                           |                          |                          |                          |                          |                           |                           |                           |                           | Mihály                    | Mihály                    | Mihály            | Mihály            | Mihály            | Mihály            |                    |                    |                    |                    |                    |                    |               |               |               |               |
|  |  | Sarolta               | Sarolta               | Sarolta               | Sarolta               | Sarolta                      | Sarolta                      |                              |                              | Géza                         | Géza                         | Géza | Géza | Géza | Géza |        |        |                           |                           |                           |                           |                           |                           |                          |                          |                          |                          |                           |                           |                           |                           | Mihály                    | Mihály                    | Mihály            | Mihály            | Mihály            | Mihály            |                    |                    |                    |                    |                    |                    |               |               |               |               |
|  |  |                       |                       |                       |                       |                              |                              |                              |                              |                              |                              |      |      |      |      |        |        |                           |                           |                           |                           |                           |                           |                          |                          |                          |                          |                           |                           |                           |                           |                           |                           |                   |                   |                   |                   |                    |                    |                    |                    |                    |                    |               |               |               |               |
|  |  |                       |                       |                       |                       |                              |                              |                              |                              |                              |                              |      |      |      |      |        |        |                           |                           |                           |                           |                           |                           |                          |                          |                          |                          |                           |                           |                           |                           |                           |                           |                   |                   |                   |                   |                    |                    |                    |                    |                    |                    |               |               |               |               |
|  |  |                       |                       |                       |                       | Re d'Ungheria (fino al 1046) | Re d'Ungheria (fino al 1046) | Re d'Ungheria (fino al 1046) | Re d'Ungheria (fino al 1046) | Re d'Ungheria (fino al 1046) | Re d'Ungheria (fino al 1046) |      |      |      |      |        |        | una donna del clan Tátony | una donna del clan Tátony | una donna del clan Tátony | una donna del clan Tátony | una donna del clan Tátony | una donna del clan Tátony |                          |                          | Vazul                    | Vazul                    | Vazul                     | Vazul                     | Vazul                     | Vazul                     |                           |                           | Ladislao il Calvo | Ladislao il Calvo | Ladislao il Calvo | Ladislao il Calvo | Ladislao il Calvo  | Ladislao il Calvo  |                    |                    | Premislava***      | Premislava***      | Premislava*** | Premislava*** | Premislava*** | Premislava*** |
|  |  |                       |                       |                       |                       | Re d'Ungheria (fino al 1046) | Re d'Ungheria (fino al 1046) | Re d'Ungheria (fino al 1046) | Re d'Ungheria (fino al 1046) | Re d'Ungheria (fino al 1046) | Re d'Ungheria (fino al 1046) |      |      |      |      |        |        | una donna del clan Tátony | una donna del clan Tátony | una donna del clan Tátony | una donna del clan Tátony | una donna del clan Tátony | una donna del clan Tátony |                          |                          | Vazul                    | Vazul                    | Vazul                     | Vazul                     | Vazul                     | Vazul                     |                           |                           | Ladislao il Calvo | Ladislao il Calvo | Ladislao il Calvo | Ladislao il Calvo | Ladislao il Calvo  | Ladislao il Calvo  |                    |                    | Premislava***      | Premislava***      | Premislava*** | Premislava*** | Premislava*** | Premislava*** |
|  |  |                       |                       |                       |                       |                              |                              |                              |                              |                              |                              |      |      |      |      |        |        |                           |                           |                           |                           |                           |                           |                          |                          |                          |                          |                           |                           |                           |                           |                           |                           |                   |                   |                   |                   |                    |                    |                    |                    |                    |                    |               |               |               |               |
|  |  |                       |                       |                       |                       |                              |                              |                              |                              |                              |                              |      |      |      |      |        |        |                           |                           |                           |                           | Re d'Ungheria (dal 1046)  | Re d'Ungheria (dal 1046)  | Re d'Ungheria (dal 1046) | Re d'Ungheria (dal 1046) | Re d'Ungheria (dal 1046) | Re d'Ungheria (dal 1046) |                           |                           |                           |                           |                           |                           |                   |                   |                   |                   | Bonuzlo o Domoslav | Bonuzlo o Domoslav | Bonuzlo o Domoslav | Bonuzlo o Domoslav | Bonuzlo o Domoslav | Bonuzlo o Domoslav |               |               |               |               |

*La storicità o meno di Menumorut resta oggetto di dibattito per gli studiosi moderni.
**Una donna cazara, pecenega o bulgara del Volga.
* **Kristó segnala che potrebbe essere stata un membro della dinastia rjurikide giunta dalla Rus' di Kiev.

### Fonti primarie
- Anonimo notaio di re Béla, Gesta Hungarorum, traduzione di Martyn Rady e László Veszprémy, CEU Press, 2010, ISBN 978-963-9776-95-1.
- Liutprando da Cremona, Antapodosis, a cura di Paolo Chiesa, Fondazione Lorenzo Valla/Mondadori, 2015, ISBN 978-88-04-52190-7.

### Fonti secondarie
- (EN) Nora Berend, At the Gate of Christendom: Jews, Muslims and "Pagans" in Medieval Hungary, c. 1000-c.1300, Cambridge University Press, 2006, ISBN 978-0-521-02720-5.
- (EN) Nora Berend, Christianization and the Rise of Christian Monarchy: Scandinavia, Central Europe and Rus' c.900–1200, 1ª ed., Cambridge, Cambridge University Press, 2007,  pp. 214-262, ISBN 978-11-39-46836-7.
- (EN) Pál Engel, The Realm of St Stephen: A History of Medieval Hungary, 895-1526, I.B. Tauris Publishers, 2001, ISBN 1-86064-061-3.
- (EN) György Györffy, King Saint Stephen of Hungary, Atlantic Research and Publications, 1994, ISBN 978-0-88033-300-9.
- (HU) György Györffy, A magyarok elődeiről és a honfoglalásról: kortársak és krónikások hiradásai [Sugli antenati degli ungheresi e la loro conquista del bacino dei Carpazi: resoconti di contemporanei e cronisti], Osiris Kiadó, 2002, ISBN 963-389-272-4.
- (HU) Zoltán Kordé, Taksony, in Korai magyar történeti lexikon (9-14. század) [Enciclopedia dell'Antica Storia Ungherese (IX-XIV secolo)], Akadémiai Kiadó, 1994,  p. 659, ISBN 963-05-6722-9.
- A.L. d'Harmonville, Dizionario delle date, dei fatti, luoghi ed uomini storici, o: Repertorio alfabetico di cronologia universale, vol. 6, G. Antonelli, 1847.
- (HU) Gyula Kristó e Ferenc Makk, Az Árpád-ház uralkodói [Sovrani della casata degli Arpadi], I.P.C. Könyvek, 1996, ISBN 963-7930-97-3.
- (EN) Alexandru Madgearu, The Romanians in the Anonymous Gesta Hungarorum: Truth and Fiction, Romanian Cultural Institute, Center for Transylvanian Studies, 2005, ISBN 973-7784-01-4.
- (EN) Victor Spinei, The Romanians and the Turkic Nomads North of the Danube Delta from the Tenth to the Mid-Thirteenth Century, Brill, 2009, ISBN 978-90-04-17536-5.
- (HU) Sándor László Tóth, Zaltas, in Korai magyar történeti lexikon (9-14. század) [Enciclopedia dell'Antica Storia Ungherese (IX-XIV secolo)], Akadémiai Kiadó, 1994,  p. 741, ISBN 963-05-6722-9.